# Vatacumi

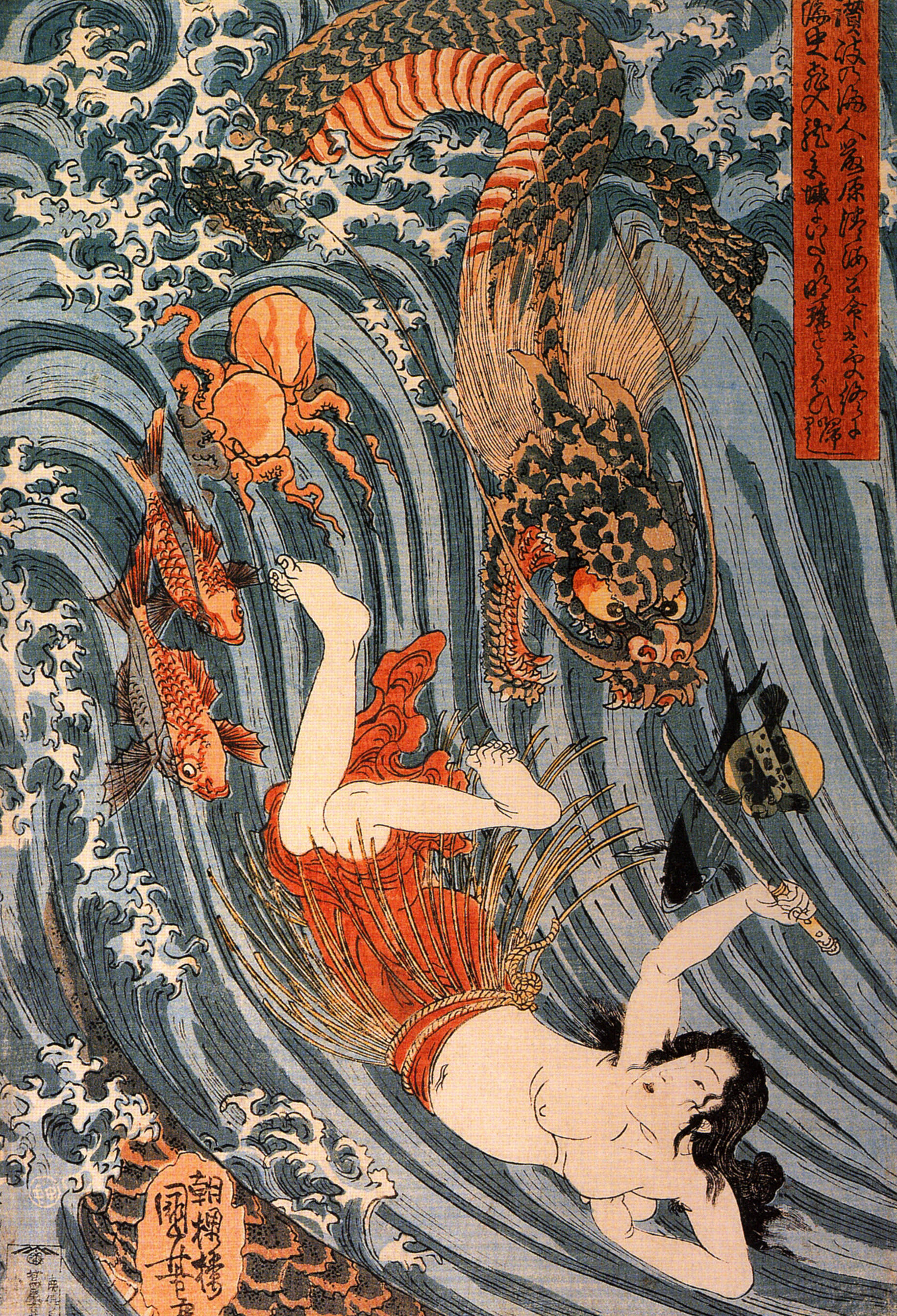
Az ama búvár Tamatori hercegnő ellopja Vatacumi ékszerét – Utagawa Kuniyoshi.

Vatacumi vagy Vadacumi (海神?, 綿津見) egyben egy legendás japán sárkány és egy oltalmazó víz istenség is volt. A japán mitológiában, Óvatacumi kami (大綿津見神?, „A víz istenség nagy istene”) egy másik elnevezése a tengeri isten Rjúdzsinnak 龍神, és Vatacumi Szandzsinnak (綿津見三神?, „A három Vadacumi istenség”). Ők hárman uralják az alsó, középső és felső tengereket, amiket a szent ős, Izanagi ünnepi megtisztulása által teremtettek meg, miután Izanagi visszatért Jomiból, „az alvilágból”.

## Név
Vatacumit, a tengeri kamit 神, a legkorábbi írott forrásaink a régi japán nyelvből sokféleképpen írják át, mint például „isten; istenség; lélek”. Körülbelül időszámításunk szerint 712-ben készült Kodzsiki, (fordította William George Aston) úgy írja le szemantikailag, mint 海神, ami szó szerinti fordításban „tenger isten”. Ez átírva fonetikusan manjóganával Vata-cu-mi 綿津見, szó szerint „pamut kikötő lát”. Időszámításunk szerint körülbelül 720-ban a Nihongi (fordította Basil Hall Chamberlain 1919-ben) is úgy említi Vadacumit mint 海神 „tenger isten” vagy 海童 „tenger gyerek”, illetve 少童命 „kisgyerek urak”. A modern japán írás rendszerben Vadacumit általában vagy katakanában írták mint ワタツミ vagy fonetikusan kandzsikkal 綿津見.
Továbbá amíg a 海神 kandzsikat úgy olvassuk az eredeti japán kunjomi kiejtéssel, hogy vadacumi, vata no kami vagy unagami, addig a Sino-Japán onjomi olvasata az kaidzsin vagy kaisin (a kínai haisen 海神 „tenger isten”-ből). Vatacuminak a kiejtése eltér Vadacumiétól. Az eredeti Vatacumi jelentése „a víz oltalmazó istensége”, ez szemantikailag egy metafora vagy egy szinekdoché, ami azt jelenti, hogy „a tenger” vagy „az óceán”.
A tengeri istennek, Vatacuminak és Vadacuminak az etimológiája bizonytalan. Marinus Willern de Visser lejegyezte, hogy a vata, az egy régi japán szó a tengerre és az óceánra. A cu az egy birtokos partikula, viszont a mi az lehet „kígyó”, „úr” vagy akár „isten” is, erről eltérő fordítások vannak. „Nem lehetetlen” állítja Marinus, „hogy az ősi japán tengeri istenek kígyók vagy sárkányok voltak”. Összehasonlítható a japán eső istennel, Kuraokamival, aki szintén egy óriás kígyónak vagy egy sárkánynak volt leírva. Az összehasonlító nyelvész, Paul K. Benedict azt mondta, hogy a japán vata 海 „tenger” szó a Proto-Ausztonézi wacal szóból ered, ami azt jelenti, hogy „tenger” vagy „nyílt tenger”.

## Óvatacumi
A kodzsiki japán teremtés mitológiáról készült változata tiszteletteljesen Vatacumi 海神 helyett Óvatacumi kaminak 大綿津見神 „A nagy vatacumi isten”-nek hívja. A világot teremtő testvérek Izanaga és Izanami először a japán szigeteket (kuniumi) teremtik meg, majd az isteneket (kamiumi).

„Miután elég földet szültek, istenek nemzésére tértek át. Az első általuk szült isten Opo-Koto-Osimo-Vo-No-Kami (Nagy Szó [Tett] Uralkodó Férfi Isten) volt. Utána született Ipa-Tuti-Biko-No-Kami ([a] Sziklák [és a] Föld Ifjú Istene), majd Ipa-Szu-Pime-No-Kami ([a] Sziklák [és a] Homok Istennője); utána Opo-To-Pi-Wake-No-Kami (Tágas Ajtó Nap-[Szellemerő] Ifjú Isten), aztán Ame-No-Puki-Vo-No-Kami (Égi Tető[-védő] Férfi Isten), aztán Opo-Ja-Biko-No-Kami ([a] Lakok Nagy Ifjú Istene). Utána [született] Kaza-Motu-Vake-No-Osi-Vo-No-Kami (Szeleket Visszatartó Ifjú Uralkodó Férfi Isten); ő utána lett a tengeri istenség, akinek fenséges neve Opo-Vata-Tu-Mi-No-Kami ([a] Tengerek Szellemének Nagy Istene); aztán születtek a folyótorkolatok istenségei, a fenséges nevű Paja-Aki-Tu-Piko-No-Kami (Sebes Torkolati Ifjú Isten) és felesége, Paja-Aki-Tu-Pime-No-Kami (Sebes Torkolati Istennő).”

– Kazár Lajos

Egy másik Kodzsiki részlet leírja, ahogy Vatacumi lánya, Otohime és a halandó férje, Hoori, együtt élnek a víz istennel. Miután Hoori elvesztette testvérének, Hoderinek a horgát, elment megkeresni a tenger fenekére, ahol találkozott és összeházasodott a sárkány istennővel, Otohimével. Három évig laktak a tenger istenének a tengeralatti palotájában, Rjúgú-jóban, miután Hoorinak honvágya lett.

„[Szora-Tu-Pi-Taka]három esztendeig élt abban az országban. De akkor eszébe jutottak a kezdeti események és nagyot sóhajtott. Amikor Tojo-Tama-Bime-No-Mikoto ezt a sóhajt meghallotta, így ”beszélt atyjához: „Három esztendeig élt itt és sohasem sóhajtott. De a múlt éjjel hosszan sóhajtott. Mi oka lehet?” Akkor az apa, a nagy istenség megkérdezte vejét így szólva: „Ahogy lányom ma reggel elmondta, te sohasem sóhajtottál azon három esztendőben, amelyet nálunk töltöttél. De a múlt éjjel hosszan sóhajtottál. Mi az oka? Továbbá mi volt ide jöveteled oka'?” És akkor [Szora-Tu-Pi-Taka = Po-Vori-No-Mikoto] részletesen elmondta a nagy istenségnek, miként követelte tőle bátyja azt a horgot, amely elveszett. Erre a Tengeri Isten az uszonyuk-széles és az uszonyuk-keskeny lényeket mind összehívta és megkérdezte tőlük, hogy talán valamelyikük elvitte-e azt a horgot'? Arra a halak mind így válaszoltak: „A durbincs egy ideje arról panaszkodik, hogy valami megakadt a torkában és nem tud enni; bizonyára az vitte el [a horgot]” Amikor pedig [a Tengeri Isten] megnézte a durbincs torkát, benne volt a horog. Nyomban kivették, megmosták és átnyújtották Po-Vori-No-Mikotonak.”

– Kazár Lajos

Vatacumi utasítja Hoorit, hogyan kezelje Hoderit, majd kiválaszt egy másik mitikus japán sárkányt, aminek a neve wani „sárkány” vagy „cápa”, hogy visszaszállítsa a lányát és vejét a szárazföldre.
Két Nihongi kontextus utal Vatacumi legendáiban lévő Keikó és Dzsinmu császárra. Az elsőben Keikó császár serege összecsap Hasirimizuval 馳水 „futó víz”-zel, miközben átkel Szagami provinciából Kazusza provinciába. A balsors Vatacuminak lett tulajdonítva, és emberáldozatokkal volt kiengesztelve.

„Utána Szagamiba menetelt, ahonnét Kadzuszába kívánt menni. Ahogy nézte a tengert, hangosan így szóla: ”Ez egy kis tenger, akár át is lehetne ugrani.” De amikor a tenger közepére ért, hirtelen egy vihar támadt és a Herceg hajója hánykolódni kezdett, ezért nem tudott átkelni a tengeren. Volt egy ágyasa a Hercegnek, akit úgy hívtak, hogy Oto-tacsibana-hime. A Hodzumi-házból Osijama no Szukune lánya volt. Megszólította a Herceget, mondván: „Ezeket a viharokat és hullámokat biztos a tenger istene akarta, hogy ezáltal elsüllyedjen a Herceg hajója. Imádkozom neked, engedj a tengerbe, és engedd a te szolgád életét Augustness Herceg életére cserélni” Amikor befejezte a beszédét, belevetette magát a hullámokba. A vihar azonnal abbamaradt és a hajó elérte a partot. Evégett az emberek akkoriban Hasiri-midzunak hívták azt a tengert.”

A másodikban, Dzsinmu császár családfája szerint a császár Tojotoma-hime istennőtől származik, aki Hoori és Otohime lánya, de Vatacuminak 海童 a lányaként is azonosították.

„Kami Jamato Ihare-biko császár személyes neve Hiko-hoho-demi volt. Ő volt Hiko-nagisza-takeu-gaja-fuki-ahezu no Mikoto negyedik gyereke. Az anyja neve Tamajori-hime és a tenger isten lánya volt. Ennek a császárnak a születésétől fogva tiszta intelligenciája és elszánt akarata volt.”

Nem tudjuk biztosan, hogy a Nihongi írástudók a cumit a kiejtés miatt, vagy hogy más jelentősége miatt írták dóval 童 „fiú, gyerek”.

## Vatacumi Szandzsin
Amikor Izanagi testvér-felesége életét vesztette miután világra hozta a tűz istent, Kagucucsit, az ő megsemmisülése létrehoz több istenséget, köztük a víz sárkányt, Kuraokamit is. Miután Izanagi le megy az alvilágba, hogy megpróbálja visszahozni Izanamit az életbe, visszatér a világba és több rituális megtisztuláson megy keresztül hogy lemossa magáról a pokol mocskait. 12 istenséget teremt a ruháiból és tulajdonaiból, és 14 istenség (ebből 3 Vatacumi) születik abból, hogy lemosakszik.
A cu 津 ebben a három sárkány névben a -nak/nek olvasatot kapja, és a tenger különböző részeit uralják, szoko 底 „alsó; alul”, naka 中 „közép”, uva 上 „felső; felett”(Kodzsiki) vagy uva 表 „felszín”(Nihongi). Chamberlain, a Kodzsiki angol nyelvű fordítója, megjegyzi, hogy „Vannak kétségek afelől, hogy mekkora jelentőséget tulajdonítunk a második és negyedik nevekben lévő cu szótagoknak. Ha tényleg „birtokos”-t jelent és nem „idősebb”-et, akkor úgy kéne fordítanunk, hogy a „Tengert-Birtokló-Férfi.”
A régebbi Kodzsiki változatban lévő „Három Vatacumi isten”-t Vakacumikamiknak 綿津見神 „Vakacumi istenek”-nek hívja. A három istennek a nevei Szokocu Vatacumikami 底津, Nakacu Vatacumikami 中津綿津見神, és Uvacu Vatacumikami 上津綿津見神.
Egy későbbi Nihongi változat viszont Vatacumi Mikotonak 少童命 „kisgyerek urak”-nak hívja őket. Ebben a három istennek a nevei megváltoznak, mégpedig úgy, hogy a kami leesik, és mindegyik kap egy Mikotot 命 a nevébe: Szokocu Vatacumi Mikoto 底津少童命, Nakacu Vatacumi Mikoto 中津少童命, és Uvacu Vatacumi Mikoto 表津少童命.

„Ráadásul, azok az istenségek, amiket a tenger fenekére való lemerülése állított elő, úgy hívták, hogy Szoko-cu-va-ta-cumi no Mikoto és Szokocucu-wo no Mikoto. Amikor a közepére merült le, akkor isteneket teremtett, akiket úgy hívtak, hogy Naka I cu vata-dzu-mi no Mikoto és Naka-cucu wo no Mikoto. A víz felszínén teremtett istenek nevei Uha-cu-vata-dzu-mi no Mikoto és Uhai-cucu-vo no Mikoto. Összesen kilenc isten volt. Szoko-cucu-vo no Mikoto, Naka-cucu-vo no Mikoto, és Uha-cucu-vo no Mikoto volt Szuminoje három nagy istene. Adzumi bálványozta ezt a három istent.”

## Szentélyek

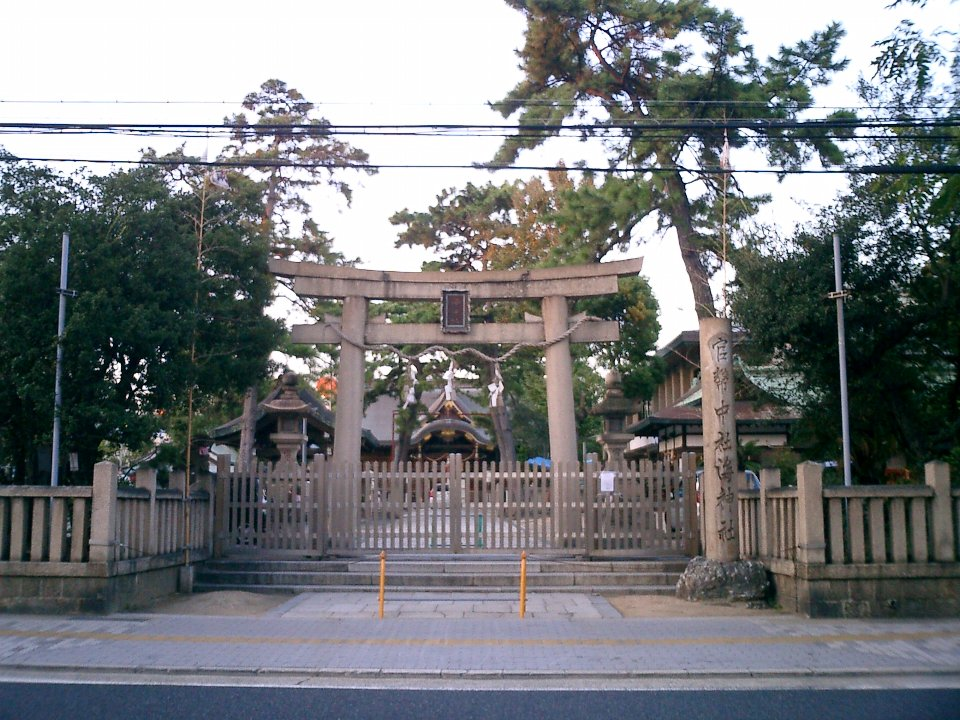
Vatacumi szentély Tarumi-kuban, Kobeban

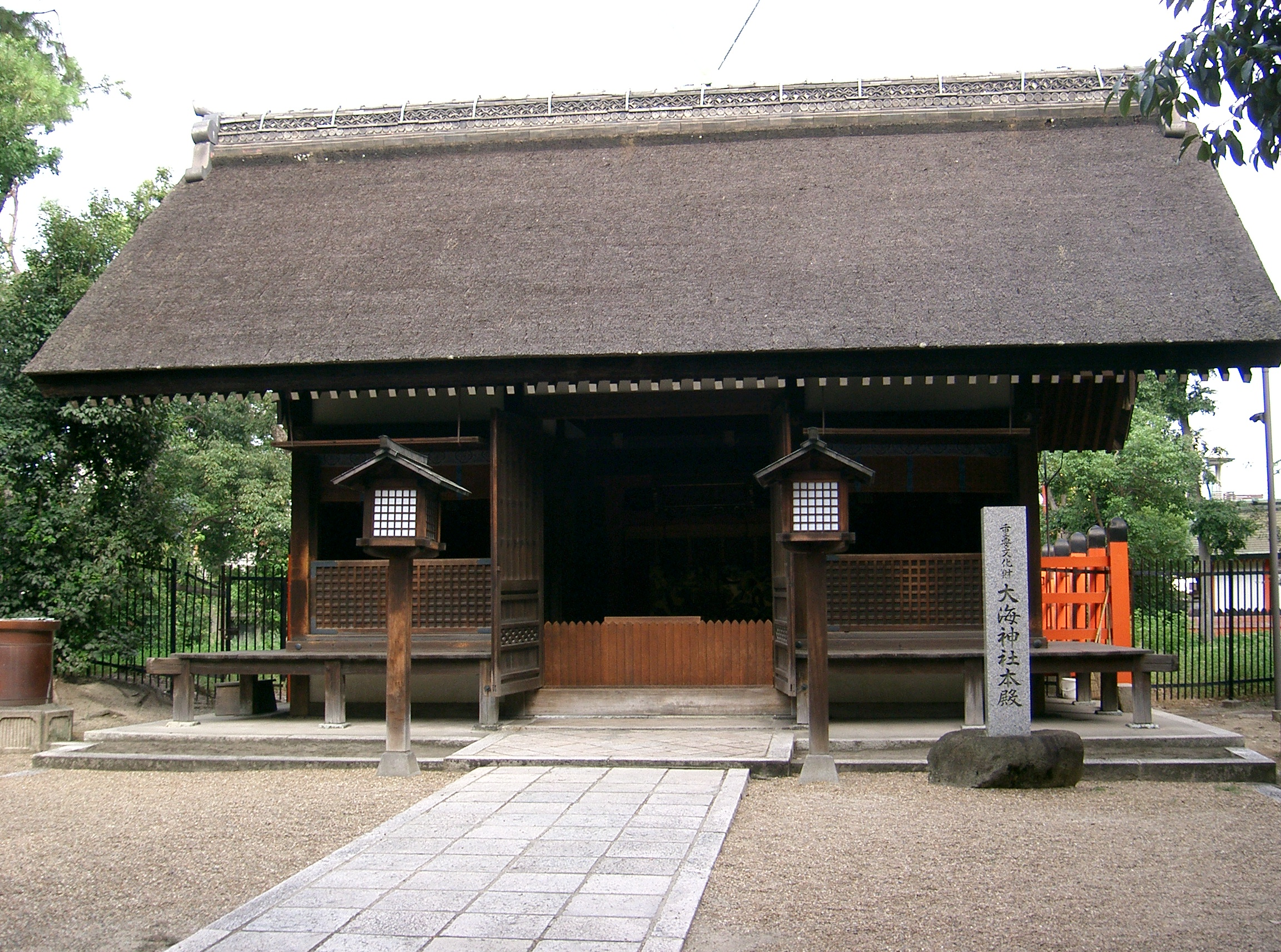
Vatacumi szentély Szumijosi-kuban, Oszakában

Számos Sintó szentélyt emeltek Vatacuminak, mint például a Daikai dzsindzsa 大海神社 Szumijoshi-kuban, Oszakában, vagy a Vatacumi dzsindzsa 海神社 Tarumi-kuban, Kobeben.

## Fordítás
- Ez a szócikk részben vagy egészben  a   Watatsumi című angol Wikipédia-szócikk ezen változatának fordításán alapul.  Az eredeti cikk szerkesztőit annak laptörténete sorolja fel. Ez a jelzés csupán a megfogalmazás eredetét és a szerzői jogokat jelzi, nem szolgál a cikkben szereplő információk forrásmegjelöléseként.